# Veronicella cubensis
Veronicella cubensis es una babosa terrestre de la familia Veronicellidae. Está ampliamente distribuida en zonas tropicales y subtropicales.

## Nombre común
- Español: esta especie de gasterópodo es conocida también como lapa (Puerto Rico), ligosa (Guatemala), lengua de buey (Panamá), ti cançons (Haití), limace (Guadalupe y Martinique), vian´sanso (Santa Lucia) y sietecueros (Venezuela).[1]

## Clasificación y descripción de la especie
Es un gasterópodo terrestre de coloración variable, generalmente el dorso es de color marrón obscuro, aunque existe una forma albina. El cuerpo es oval alargado, con el manto extendido cubriendo completamente el pie. Tienen dos pares de tentáculos en la cabeza. Las características externas no son suficientes para su correcta identificación, por lo que muchas veces es necesario el uso de características morfológicas internas.

## Distribución de la especie
Se distribuye en ambientes tropicales y subtropicales. Esta especie es originaria de Cuba, pero actualmente se encuentra distribuida en diversos países de América (Estados Unidos, México, Argentina), varias islas del Caribe (Jamaica, Bahamas, Haití, República Dominicana, La Española, Puerto Rico, Guam, Antigua, San Kitts y Nevis, Barbados) y algunos países del Pacífico, destacando Micronesia, Guam y Hawái.

## Ambiente terrestre
Esta especie se encuentra asociada a plantaciones de hortalizas, lo cual ha incrementado su área de distribución, y también ha sido reportada en hábitats perturbados.

## Estado de conservación
No se encuentra bajo ningún estatus de protección. Se le considera una especie invasiva y dañina para la agricultura.

## Importancia cultural y usos

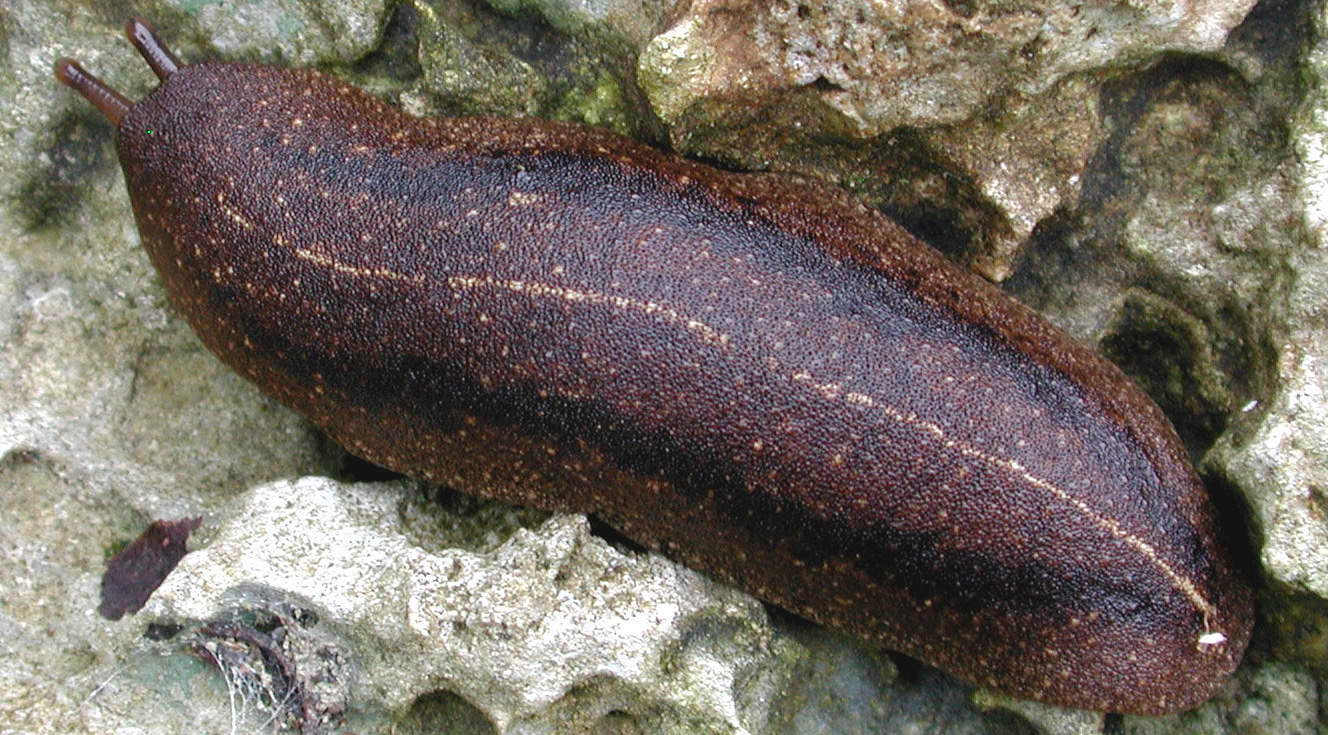
Veronicella cubensis

Esta especie ha sido considerada como una especie invasiva y una de las babosas más potencialmente dañinas para la agricultura y los ecosistemas naturales en los países en donde se distribuye. También ha sido asociada a la transmisión de tremátodos que pueden causar meningitis en humanos. 